# Lathromeris danica
Lathromeris danica är en stekelart som först beskrevs av Kryger 1919.  Lathromeris danica ingår i släktet Lathromeris och familjen hårstrimsteklar. Inga underarter finns listade i Catalogue of Life.